# Labrossa
Labrossa (en francès Labrousse) és un municipi francès situat al departament de Cantal i a la regió d'Alvèrnia-Roine-Alps. L'any 2007 tenia 374 habitants.

## Demografia

### Població
El 2007 la població de fet de Labrousse era de 374 persones. Hi havia 152 famílies de les quals 40 eren unipersonals (8 homes vivint sols i 32 dones vivint soles), 36 parelles sense fills, 48 parelles amb fills i 28 famílies monoparentals amb fills.
La població ha evolucionat segons el següent gràfic:
Habitants censats

### Habitatges
El 2007 hi havia 227 habitatges, 155 eren l'habitatge principal de la família, 56 eren segones residències i 16 estaven desocupats. 217 eren cases i 9 eren apartaments. Dels 155 habitatges principals, 127 estaven ocupats pels seus propietaris, 23 estaven llogats i ocupats pels llogaters i 4 estaven cedits a títol gratuït; 9 tenien dues cambres, 14 en tenien tres, 47 en tenien quatre i 84 en tenien cinc o més. 112 habitatges disposaven pel capbaix d'una plaça de pàrquing. A 66 habitatges hi havia un automòbil i a 70 n'hi havia dos o més.

### Piràmide de població
La piràmide de població per edats i sexe el 2009 era:
| Homes | Edats   | Dones |
| ----- | ------- | ----- |
| 0     | 95 o +  | 0     |
| 4     | 90 a 94 | 0     |
| 0     | 85 a 89 | 0     |
| 0     | 80 a 84 | 4     |
| 8     | 75 a 79 | 20    |
| 4     | 70 a 74 | 0     |
| 12    | 65 a 69 | 20    |
| 16    | 60 a 64 | 8     |
| 8     | 55 a 59 | 16    |
| 20    | 50 a 54 | 8     |
| 16    | 45 a 49 | 24    |
| 8     | 40 a 44 | 12    |
| 8     | 35 a 39 | 4     |
| 20    | 30 a 34 | 8     |
| 28    | 25 a 29 | 20    |
| 8     | 20 a 24 | 4     |
| 4     | 15 a 19 | 12    |
| 12    | 10 a 14 | 8     |
| 8     | 5 a 9   | 4     |
| 0     | 0 a 4   | 8     |

## Economia
El 2007 la població en edat de treballar era de 240 persones, 170 eren actives i 70 eren inactives. De les 170 persones actives 154 estaven ocupades (89 homes i 65 dones) i 16 estaven aturades (7 homes i 9 dones). De les 70 persones inactives 32 estaven jubilades, 17 estaven estudiant i 21 estaven classificades com a «altres inactius».

### Ingressos
El 2009 a Labrousse hi havia 165 unitats fiscals que integraven 390 persones, la mediana anual d'ingressos fiscals per persona era de 14.495 €.

### Activitats econòmiques
Dels 8 establiments que hi havia el 2007, 1 era d'una empresa extractiva, 2 d'empreses de construcció, 1 d'una empresa de comerç i reparació d'automòbils, 2 d'empreses de transport, 1 d'una empresa d'hostatgeria i restauració i 1 d'una entitat de l'administració pública.
Dels 4 establiments de servei als particulars que hi havia el 2009, 1 era una oficina de correu, 1 guixaire pintor, 1 lampisteria i 1 restaurant.
L'any 2000 a Labrousse hi havia 28 explotacions agrícoles que ocupaven un total de 612 hectàrees.

## Equipaments sanitaris i escolars
El 2009 hi havia una escola elemental.

## Poblacions més properes
El següent diagrama mostra les poblacions més properes.